# Gaspare Camarda
Gaspare Camarda (Barcellona Pozzo di Gotto, 1570 – 1630 circa) è stato un pittore italiano.

## Biografia
Fu allievo del maestro Antonio Catalano il Vecchio o l'Antico.
La sua attività si è svolta prevalentemente nel messinese e nel palermitano fra gli anni 1597 e il 1629. Dipinse la tela de L'Immacolata Concezione con simboli mariani, su commissione dei Trischitta e dei Frati Minori Conventuali, opera didattico-devozionale particolarmente ricca di significati teologici sulla tesi dogmatica formulata dalla scuola francescana di Duns Scoto. Ad essa seguì l'olio su tela intitolato Santa Caterina svenuta fra le braccia del Signore, custodito nella Chiesa di san Domenico in Messina, al quale si aggiunse il ciclo della vita e del martirio di santa Caterina nel monastero omonimo.

## Opere

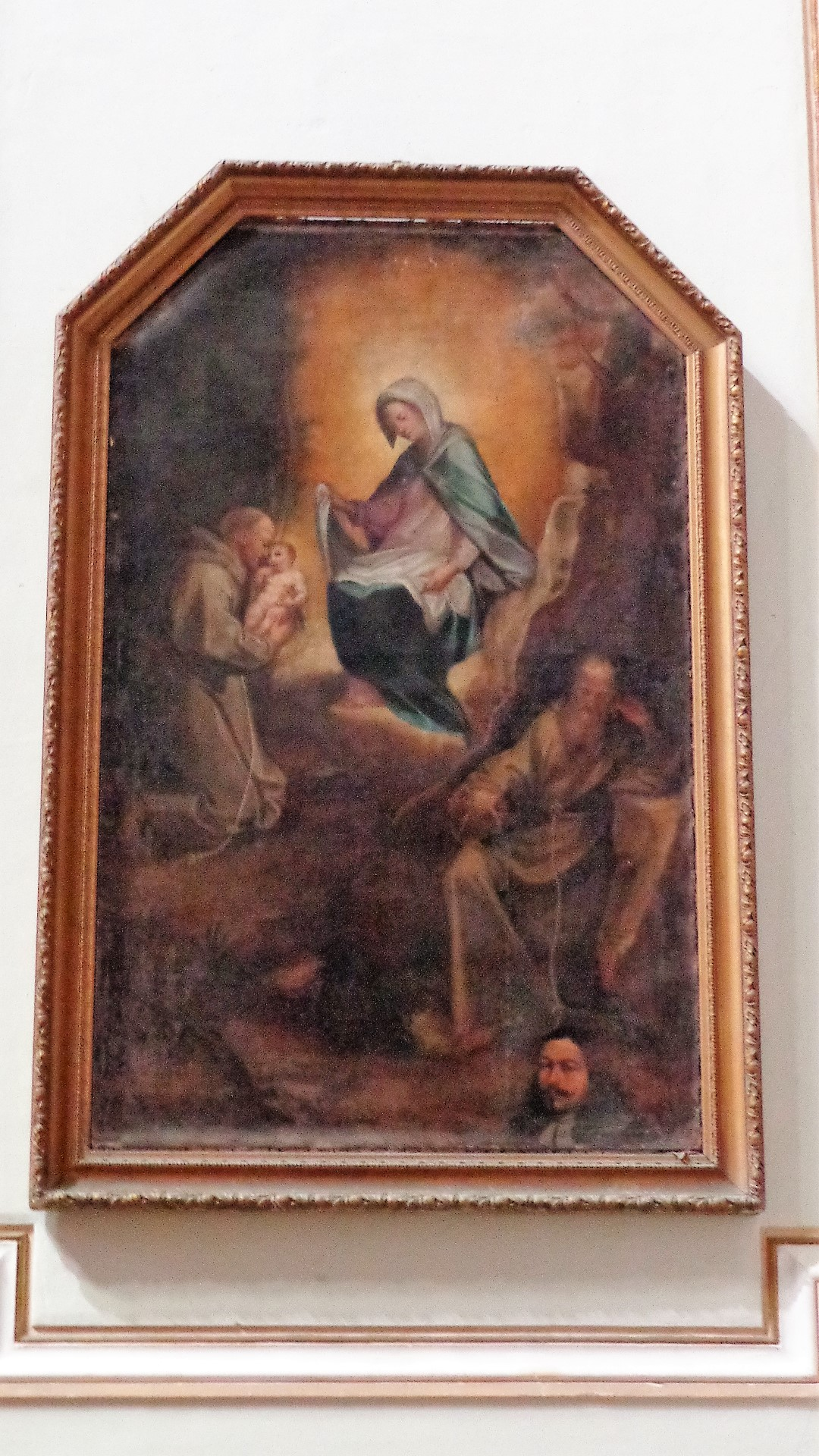
Vergine con bambino e San Francesco, basilica minore di San Sebastiano.

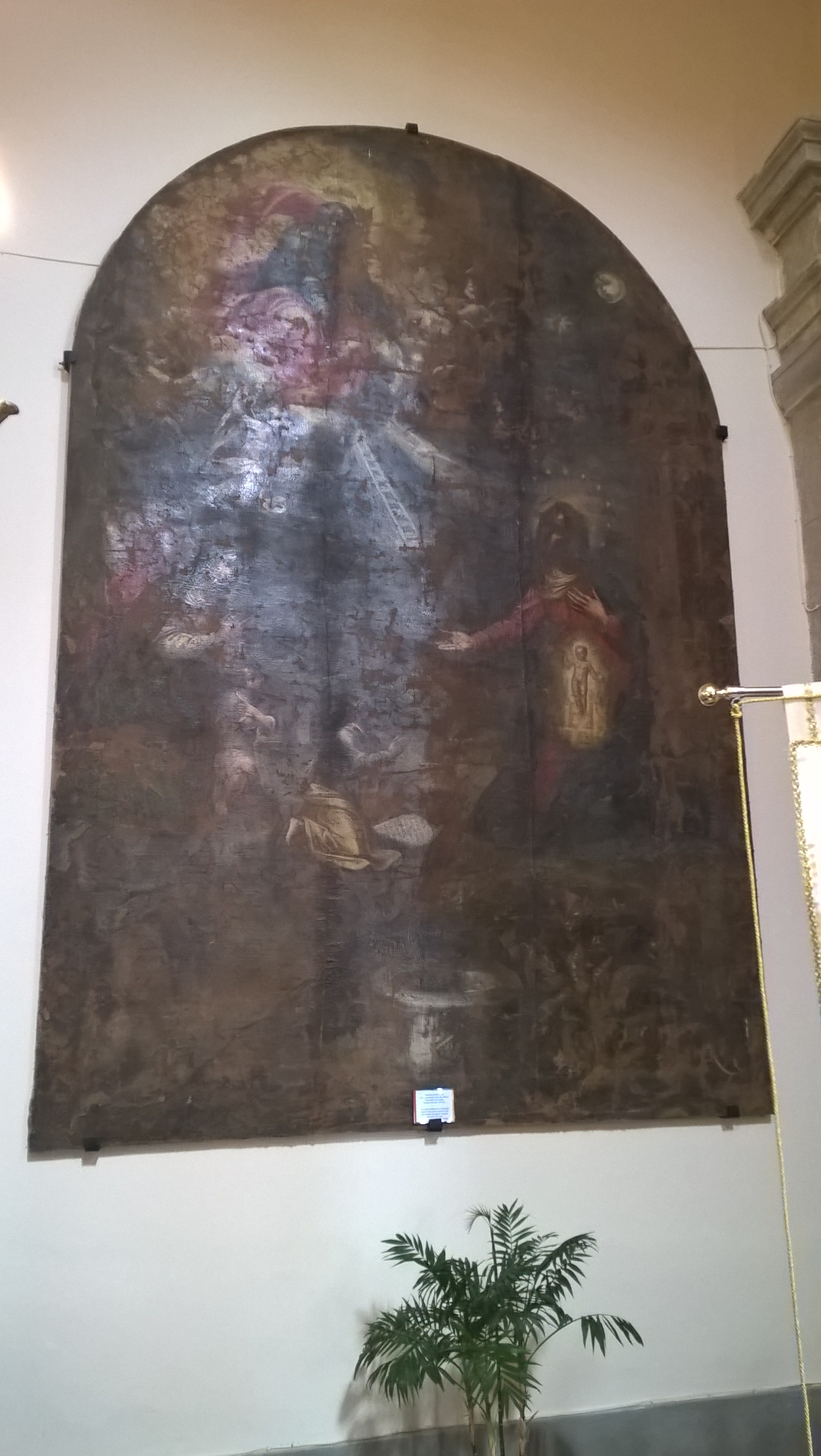
La Madonna del Parto. Pala d'altare del 1623 conservata presso la chiesa di San Nicolò di Savoca.

Fra le principali opere si annoverano:
- 1597, Madonna in trono fra santi, dipinto su tela, opera conservata nella chiesa di san Nicolò di Mirto.
- 1606, Madonna del Rosario, dipinto su tela, opera autografa e datata custodita nella Cappella del Santissimo Sacramento del duomo di San Nicolò di Venetico.
- 1606, Vergine con Bambino e San Francesco, dipinto, opera conservata nella basilica minore di San Sebastiano di Barcellona Pozzo di Gotto.[4]
- 1608, Vergine con Bambino raffigurata fra Sant'Erasmo e Sant'Antonio di Padova, dipinto, opera documentata nella chiesa di Sant'Erasmo di Messina.
- 1610, Pentecoste, dipinto su tela, opera conservata nella chiesa madre di Sant'Agata di Alì.
- 1612, Sant'Anna, dipinto su tela, opera autografa "GASPAR CAMARDA PINGEBAT 1612" documentata nella chiesa di San Giovanni Battista di Castanea.[5]
- 1618 o 1628 ?(non si legge bene il III numero)  San Nicola di Bari (?), dipinto su tela, opera documentata nella chiesa di San Giovanni Battista  di Castanea ed esposta nella chiesa di Santa Caterina di Castanea (rintracciata il 17 settembre 2017 dalla Dott.ssa Giovanna Oliva)
- 1622, Adorazione dei Magi, dipinto su tela, opera conservata nella chiesa di Sant'Onofrio di Casalvecchio Siculo.
- 1623 - 1625, Madonna del Parto, dipinto su tela, opera conservata nella chiesa di San Nicolò di Savoca.
- 1626, San Gerolamo leggente (o san Girolamo nel deserto[6]), dipinto su tela, opera custodita nella chiesa del Santissimo Salvatore di Naso.
- 1626, Adorazione dei pastori, dipinto, opera conservata nel santuario di Maria Santissima di Capo d'Orlando.
- 1627, Crocifisso tra i santi Francesco e Cono, dipinto su tela, opera custodita nella chiesa di Maria Santissima di Capo d'Orlando.
- 1627, Madonna di Trapani tra la Maddalena e Santa Barbara, quadro su tela con incerta attribuzione, opera custodita nella chiesa di Maria Santissima di Capo d'Orlando.
- 1629, Trionfo della Croce, dipinto su tela, opera custodita nella chiesa di Gesù e Maria dell'omonima arciconfraternita di Monforte San Giorgio. Fu la prima tela a raffigurare la visione di padre Angelo Fermo, fondatore delle Congregazioni di Gesù.[7]
- 1629, Santa Chiara d'Assisi, dipinto su tela, opera custodita nella chiesa di Gesù e Maria dell'omonima arciconfraternita di Monforte San Giorgio.
- 1629c., Estasi di Santa Caterina da Siena, dipinto su tela trafugato nel 1976, opera documentata nella chiesa di Gesù e Maria dell'omonima arciconfraternita di Monforte San Giorgio.
- 1629, Madonna dei Miracoli fra San Placido e San Francesco di Paola, pala d'altare, opera custodita nel duomo di Santa Maria Assunta di Castroreale.
- 1629, Madonna fra San Placido e San Francesco di Paola, dipinto su tela, opera esposta nel Museo Civico di Castroreale.
- 1622, Immacolata, dipinto su tela, opera documentata e esposta nella chiesa dei Santi Giovanni Battista  di Castanea.[5]
- XVII secolo, Madonna con San Biagio e Santa Caterina d'Alessandria, dipinto su tela, opera custodita nella chiesa di Santa Caterina di Piraino.
- XVII secolo, Adorazione dei Magi, dipinto su tela, opera documentata nella chiesa di Santa Maria di Gesù di Messina.[8][9]
- XVII secolo, Martirio di Santa Caterina e ciclo di quattro episodi vita della santa, dipinti su tela, opere documentate nel monastero di Santa Caterina di Messina.[9]
- XVII secolo, Annunciata, dipinto su tela, opera documentata nella chiesa del Carmine di Messina.[9]
- XVII secolo, Gesù e Maria, dipinto su tela, opera documentata nella chiesa di Gesù e Maria di San Giovanni (Caserma Bonsignore) di Messina.[9]